# Theodor Oberländer
Theodor Erich Ernst Emil Otto Oberländer, (Meiningen, 1 de mayo de 1905-Bonn, 4 de mayo de 1998) fue un ingeniero agrónomo y político alemán.

## Biografía
Fue miembro del NSDAP y se especializó en investigaciones sobre Europa del Este. Como hombre político, miembro del Bloque de los refugiados y de la CDU, fue ministro federal de los Expulsados, de los Refugiados y de los Heridos de la guerra de 1953 a 1960. Dimitió el 4 de mayo de 1960 como consecuencia de los debates públicos ocurridos en 1959 que pusieron de manifiesto su rol durante la época nazi, rol enfatizado en ese entonces por la administración de la República Democrática Alemana y cuyas consecuencias jurídicas sobre su persona destruyeron su carrera política toda vez que fue condenado y sancionado como criminal de guerra. De 1953 a 1961 y de 1963 a 1965, fue miembro del Bundestag.
Anticomunista,  presidió el capítulo de Alemania Occidental de la Liga anticomunista mundial (World Anti-Communist League/WACL), fue miembro del comité ejecutivo del Consejo europeo de la libertad (European freedom council, EFC), apoyado por el ucraniano refugiado en Alemania, Yaroslav Stetsko y vicepresidente del WACL Council de Europa, fundado en 1979.

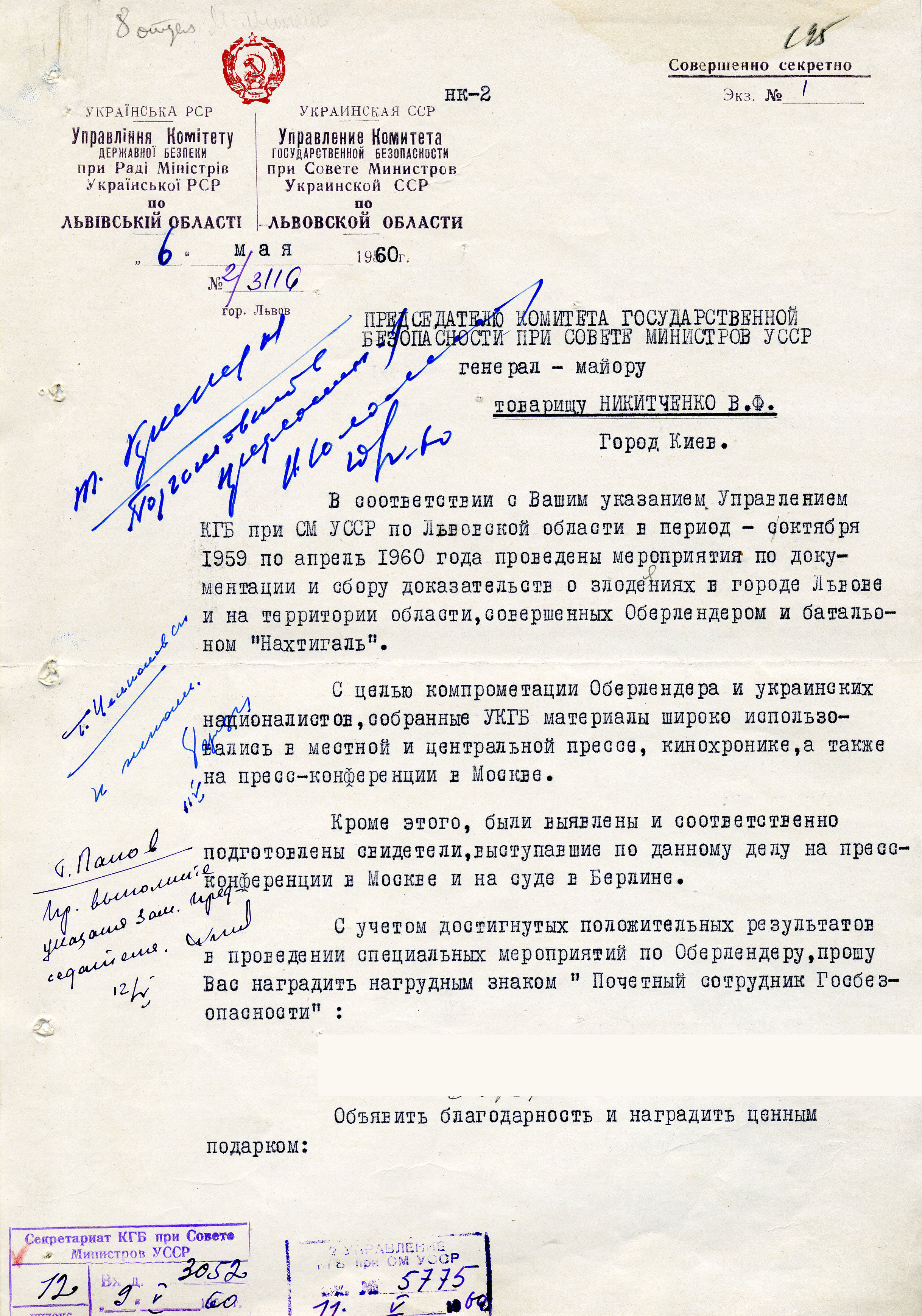
Documento de la KGB usado para la campaña contra Oberländer.

## Honores recibidos
Antes de ponerse de manifiesto su pasado nazi, había recibido:
- Orden del mérito de la República Federal Alemana (1955)[3]
- Orden al mérito bávaro (1972)[3]
- Comendador de la Legión de Honor[3]